# Sladest
Sladest är ett musikalbum av Slade som släpptes i september 1973 på Polydor Records. Albumet var det första samlingsalbumet som Slade släppte och innehåller alla gruppens singelframgångar från tidigt 1970-tal till 1973, men även mindre känt låtmaterial. Skivan blev mycket framgångsrik i Storbritannien och nådde förstaplatsen vid två tillfällen, dels när skivan släpptes och sedan igen 1974 då gruppens singel "Merry X-Mas Everybody" låg på listorna. I USA gavs skivan ursprungligen ut i med en annorlunda låtlista, men denna version av albumet nyproduceras inte.

## Låtlista
1. "Cum on Feel the Noize"
2. "Look Wot You Dun"
3. "Gudbuy t'Jane"
4. "One Way Hotel"
5. "Skweeze Me Pleeze Me"
6. "Pouk Hill"
7. "The Shape of Things to Come"
8. "Take Me Bak 'Ome"
9. "Coz I Luv You"
10. "Wild Winds are Blowin' "
11. "Know Who You Are"
12. "Get Down and Get with It"
13. "Look at Last Nite"
14. "Mama Weer All Crazee Now"

## Listplaceringar
| Lista (1973)   | Position            |
| -------------- | ------------------- |
| Australien     | 2 (Go Set)          |
| Danmark        | 11 (DR "Top 20")    |
| Finland        | 1                   |
| Norge          | 4 (VG-lista)        |
| Storbritannien | 1 (UK Albums Chart) |
| Sverige        | 12 (Kvällstoppen)   |
| USA            | 129 (Billboard 200) |
| Västtyskland   | 3                   |
| Österrike      | 10                  |